# Orlando (Neuwirth)
Orlando ist eine Oper (Originalbezeichnung: „eine fiktive musikalische Biografie“) in neunzehn Bildern von Olga Neuwirth. Das Libretto zum Auftragswerk der Wiener Staatsoper verfasste die Komponistin zusammen mit Catherine Filloux nach Virginia Woolfs gleichnamigem Roman aus dem Jahr 1928. Die Uraufführung fand am 8. Dezember 2019 statt.

## Handlung
Im Zentrum der Handlung steht die fiktive Biografie der Kunstfigur Orlando. Der dichtende Edelmann aus elisabethanischer Zeit wacht nach einem langen Schlummer unverhofft als Frau auf und lebt nach dieser Geschlechtsumwandlung bis ins 20. Jahrhundert – charakterlich unverändert, wie das Buch festhält, und ohne maßgeblich zu altern. Woolfs Roman reicht bis 1928, dem Jahr der Buchveröffentlichung; Neuwirths Orlando führt das Stück bis 2019 fort. Die Schriftstellerin Orlando verliebt sich während der Hippiezeit in eine Frau und macht mit aktuellen Erscheinungen wie z. B. den neuen rechten Bewegungen Bekanntschaft.

## Gestaltung
Im Zentrum der Komposition steht die Paraphrase, ein Zurückgreifen auf historisches oder historisch inspiriertes Material, aus dem Neuwirth Neues kreiert. Renaissance-Madrigale werden von Glissando-Strudeln überspült, verstimmte Cembali liegen über Kreuz mit Geräuschwerkzeugen von der Autobremse bis zum Donnerblech. Immer wieder gibt es intensive orchestrale Zwischenspiele.

### Orchester
Die Orchesterbesetzung enthält die folgenden Instrumente:
- Holzbläser: zwei Flöten, zwei Oboen, drei Klarinetten, Altsaxophon, zwei Fagotte
- Blechbläser: drei Hörner, drei Trompeten, zwei Posaunen, Tuba
- Schlagzeug (drei Spieler)
- Streicher: zwölf Violinen 1, zwölf Violinen 2, acht Bratschen, sechs Violoncelli, vier Kontrabässe
- Elekt. Video
- Bühnenmusik: vier Musiker

## Werkgeschichte
Uraufgeführt wurde das Werk am 8. Dezember 2019 an der Staatsoper Wien in der Regie von Polly Graham und unter der musikalischen Leitung von Matthias Pintscher. Das Bühnenbild bildeten bis auf wenige weitere Requisiten LED-Paneele, die neue Räume suggerierten. Sie wurden während der Aufführung mit Bildern und Videos von Will Duke (* 1973) bespielt. Im Programmheft zur Uraufführung schrieb Olga Neuwirth: „Orlando ist eine fiktive musikalische Biographie“, und ihr Ziel sei es, „eine hybride ‚Grand opera‘ als eine Fusion aus Musik, Mode, Literatur, Raum und Videos“ zu schaffen […] um dieses altehrwürdige Opernhaus mit unterschiedlichen Menschen aus unterschiedlichen Genres ein wenig aufzuschütteln.“
Die wichtigsten Sängerrollen der Uraufführung waren mit Kate Lindsey als koloraturenreicher Orlando, Justin Vivian Bond als Stimme des ungewissen Geschlechts, Countertenor Eric Jurenas als Schutzengel besetzt. Anna Clementi übernahm die Sprechrolle der Erzählerin. Das Orchester der Wiener Staatsoper wurde für diese Inszenierung um eine E-Gitarre und zwei Synthesizer ergänzt, außerdem spielen ab und zu Instrumentalisten aus dem Zuschauerraum heraus. Es sangen der Staatsopernchor und mehrere Kinderchöre. Klänge wurden oft so eingesetzt, dass sie sich nicht orten ließen. Die Kostüme und Masken kreierte das Modelabel Comme des Garçons.
Mit ihrem als „opus summum“ angekündigten Werk erzielte die Komponistin gemischte Kritiken.
Im Jänner 2020 wurde bekannt, dass die weitere Verwendung des Kirchenliedes Danke für diesen guten Morgen von der Erbengemeinschaft des deutschen Kirchenmusikers Martin Gotthard Schneider und dem Gustav-Bosse-Verlag untersagt wurde. Diese distanzierten sich von der karikierenden Verwendung des 1961 entstandenen geistlichen Liedes in dem Stück. Für die Uraufführungsserie im Dezember 2019 hatte man vom zuständigen Verlag Ricordi eine Partitur mit abgeklärten Rechten bekommen, betonte das Direktorium der Wiener Staatsoper. Ricordi hatte nun mitgeteilt, dass das Danke-Lied aus der Partitur für künftige Aufführungen gestrichen wird.

## Auszeichnungen
- 2020: Kritikerumfrage der Opernwelt – Uraufführung des Jahres[9]